# Vanguard (Nigèria)
El Vanguard és un diari publicat per l'empresaVanguard Media, establert a Lagos, Nigèria, fundat el 1983 pel periodista Sam Amuka-Pemu amb tres amics. Actualment també disposa d'una versió en línia.
El nom del diari i part del disseny inicial es van inspirar en el diari La Vanguardia. Es considera que és un dels pocs diaris nigerians que escapen al control polític nigerià, juntament amb d'altres com Thisday, The Punch, The Sun i The Guardian.
El juny de 1990 va ser suspès temporalment per Raji Rasaki, llavors Governador Militar de l'Estat de Lagos.